# Robot tax
La robot tax (o tassa sui robot) è un tributo sull'automazione industriale che ha l'obiettivo di compensare il minor gettito fiscale derivante dalla sostituzione del lavoro umano con quello dei robot (e delle macchine in generale) e di istituire percorsi di tutela per i lavoratori a rischio di esclusione dal mondo del lavoro.

## Origini della proposta
Si parla da tempo di introdurre una tassa sui robot: già nel 2013 Carl Benedikt Frey e Michael Osborne riflettevano sull’incidenza dell’automazione sul mondo del lavoro; nel 2016 Mady Delvaux-Stehrs, politica ed ex membro del Parlamento europeo, in una relazione sulla regolamentazione della robotica, propose di tassare i robot e l’anno successivo Bill Gates, fondatore di Microsoft, esordì dicendo che il lavoro dei robot, al pari di quello dei lavoratori, dovrebbe essere tassato.
L’amministratore delegato della Tesla Elon Musk sostiene che il reddito minimo universale, derivante anche dalla tassazione dei robot, sarebbe in grado di compensare la sostituzione dei lavoratori ad opera delle macchine. Il Premio Nobel per l'economia Robert Schiller ha approfondito il tema della tassazione spiegando perché i robot che sostituiscono i lavoratori dovrebbero essere sottoposti a tassazione e anche il politico Jeremy Corbyn ha proposto di introdurre una robot tax per far fronte ai cambiamenti derivanti dall’automazione. Xavier Oberson ritiene che la diminuzione delle tasse sul reddito causata dalla sostituzione lavoratore - macchina può essere fronteggiata con l’introduzione della robot tax e della stessa idea è anche l'esperta di economia e ricercatrice Germana Bottone.
Alcuni studiosi sostengono che il sistema fiscale dovrebbe essere modificato, per evitare che i cambiamenti dovuti dall’automazione comportino una diminuzione del gettito fiscale.

### Effetti per lo Stato
La sostituzione del lavoro svolto dall'uomo (tassato dagli ordinamenti) con il lavoro svolto dai robot (non tassato) ha effetti negativi sul gettito fiscale, causando una maggiore domanda di denaro ed una minore offerta dello stesso e incidendo sulla capacità degli Stati di erogare servizi. Ecco perché si sostiene che la robot tax sia uno strumento che offre agli Stati la possibilità di vedere reintegrato il gettito fiscale, costituito dalle somme dovute a titolo di imposta dai cittadini che lo Stato, o un altro ente pubblico, preleva per finanziare la produzione e l'erogazione di beni e servizi pubblici, come l'istruzione o l'assistenza sanitaria.
Germana Bottone sostiene che l'introduzione di una tassa sui robot impiegati in attività lavorativa è una soluzione volta a risolvere il problema del calo della domanda di lavoro e la conseguente diminuzione delle entrate fiscali provenienti dal reddito da lavoro, le quali non sono sufficientemente compensate da quelle provenienti dalle imprese. Le somme di denaro derivanti dalla tassazione dei robot nelle imprese, rappresentando entrate fiscali per gli Stati, hanno anche lo scopo di cooperare all'incremento delle somme destinate all'erogazione di servizi previdenziali in favore della collettività, oltre a contribuire alla spesa pubblica.
Roberto Cordeiro Guerra ritiene, invece, che la mancanza di entrate fiscali derivante dall'utilizzo dei robot in sostituzione dei lavoratori umani debba essere colmata mediante la stima della base imponibile dell'imposta sulla quantità e qualità del vantaggio ottenuto dall'impresa che ha sostituito il lavoratore umano con quello artificiale.
Un'ulteriore soluzione proposta dall'OCSE sarebbe quella di considerare i robot come soggetti dotati di personalità giuridica, e quindi tassabili come i lavoratori umani. In questo modo l'OCSE considera la tassazione come un contrappeso alla diminuzione delle entrate fiscali, causata dalla sostituzione della forza lavoro.
La robot tax è anche uno strumento in grado di dotare gli Stati di nuove entrate da utilizzare con due particolari finalità:
1. in primo luogo per contrastare gli effetti negativi dell'intelligenza artificiale in ambito economico e lavorativo;
2. in secondo luogo per consentire l'acquisizione di risorse da destinare a fini redistributivi, per la ricerca e lo sviluppo.

Queste finalità sono poste alla base della volontà dell'Unione Europea di dotarsi di nuove entrate che le consentirebbero di risolvere il problema relativo al finanziamento del bilancio europeo, garantendo la stabilità finanziaria del bilancio stesso. Questa strategia si pone l'obiettivo di agire sull'economia digitale, attraverso un prelievo fiscale finalizzato a colpire le multinazionali che sfuggono all'imposizione fiscale.
L'introduzione di una robot tax si pone inoltre come strumento in grado di contrastare l'elusione fiscale e di recuperare il denaro perduto dalle multinazionali che trasferiscono la loro sede in paradisi fiscali per azzerare il pagamento delle imposte dovute. Il problema si presenta, però, per le aziende che operano nell'economia digitale. Infatti l'Unione europea nel 2016 ha tentato di agire per arginare il problema attraverso una proposta di direttiva contenente una base imponibile comune per l’imposta sulle società (Common Consolidated Corporate Tax Base - CCCTB), presupposto per l’istituzione europea sugli utili societari.
Successivi emendamenti hanno tentato di attrarre alla tassazione anche le multinazionali che operano nel settore digitale attraverso l’utilizzo di indicatori in grado di determinare l’eventuale “presenza digitale” dell’impresa nel territorio europeo.

### Effetti per i lavoratori
Marco Magnani afferma che lo sviluppo dell'automazione intelligente ha messo in discussione i modelli tradizionali di occupazione e di valorizzazione del lavoro. L'impiego di robot incide, infatti, sull'occupazione in due diverse direzioni: da un lato, provoca una riduzione dei posti di lavoro a causa della sostituzione del lavoro umano con quello più efficiente delle macchine; dall'altro genera nuovi mestieri per cui è necessaria la formazione degli individui. La robot tax è uno strumento utile per sostenere la spesa pubblica derivante dall'offerta di programmi di formazione a quei lavoratori che, sostituiti dalle macchine, devono acquisire nuove competenze ai fini della loro ricollocazione lavorativa. Questi programmi di formazione sono erogati dallo Stato che, grazie a quanto percepito dalla tassazione sui robot, dispone delle risorse economiche necessarie.
La tassazione dei robot impiegati risponde, inoltre, anche ad esigenze di riqualificazione del lavoro umano. Robert Shiller giustifica la tassazione sui robot affermando che l'automazione genera delle esternalità negative di natura sociale. Edmund Phelps sostiene, a tal proposito, che il lavoro è più di un semplice impiego: esso infatti è un posto nella società per mezzo del quale ogni individuo risponde ad una propria vocazione. L'impiego di robot al posto di persone determina una perdita notevole di posti di lavoro e questo incide sull'assetto della società e sul suo andamento, perché se tanti individui dovessero cessare l'attività lavorativa, questi, non avendo più i mezzi sufficienti, non riuscirebbero a provvedere alle proprie esigenze e ciò comprometterebbe il funzionamento della comunità.
Zygmunt Bauman muove nella stessa direzione, sottolineando che il lavoro gratificante, capace di sviluppare la personalità di ogni individuo e di dare un senso alla vita, è ormai diventato un privilegio di pochi. La diretta conseguenza di ciò è un senso di smarrimento e ansia degli individui che mina al buon andamento della società. La tassa sui robot permetterebbe di sostenere i costi di formazione sull'uso delle nuove tecnologie: questo consentirebbe di trovare il denaro utile a garantire ai lavoratori la possibilità di formarsi ed evitare di conseguenza lo smarrimento di questi, preservando infine il funzionamento di ogni comunità.
La riduzione del numero di lavoratori dipendenti incide sulla sostenibilità del sistema tributario se non vengono adottate in tempo misure idonee a garantire l'equilibrio economico e finanziario. Conseguentemente all'impiego di robot sorgono rischi di desertificazione dell'impresa tradizionale e si realizza una riduzione dei posti di lavoro non compensabili con unità di lavoro con competenze tecnologiche. A fronte di questi rischi è necessario che lo Stato intervenga con politiche attive finalizzate a sostenere la formazione e la riqualificazione del capitale umano, ponendo in essere misure fiscali utili ad incentivare nuove assunzioni. Queste misure fiscali di tassazione delle nuove manifestazioni di ricchezza tipiche dell'economia del futuro diventano necessarie per far fronte al minor gettito fiscale che deriverebbe dalla riduzione del numero di lavoratori.
La proposta avanzata da Bill Gates di tassare i robot non si basa sull'idea che essi debbano essere i soggetti passivi di uno specifico tributo, ma su una diversificata tassazione (dal punto di vista della redistribuzione dell’onere tributario) delle imprese che sostituiscono il lavoro umano con processi automatizzati. Il tributo di cui parla Gates è piuttosto un tributo sulle imprese che presentano elevati livelli di automazione e che impiegano meno personale per lo svolgimento delle mansioni. Per questo l'imprenditore ha lasciato indefinita la natura di questa imposizione.
La proposta di Gates mira ad incrementare il carico tributario delle imprese per finanziare la spesa pubblica diretta a sostenere i diversi livelli di reddito, i costi di riqualificazione, l’impiego dell’elemento umano in attività a maggior valore aggiunto, che diversamente non potrebbero essere finanziati. L'introduzione di una tassazione sui robot innescherebbe un circolo virtuoso, indirizzando le persone verso i settori lavorativi in cui l'impiego dell'uomo è ancora utile. Di conseguenza, il processo di sostituzione del lavoro umano con quello robotizzato subirebbe un rallentamento e costituirebbe fonte di entrate utili ai fini del finanziamento dei correttivi, consentendo di finanziare programmi per la riqualificazione dei lavoratori licenziati. Il ragionamento effettuato dall'imprenditore si fonda sull'assunto che non vi siano valide motivazioni per non imporre una tassazione sulle macchine, essendo queste deputate a svolgere lo stesso lavoro dell'uomo.

### Jobless future
L'introduzione di una robot tax consente di porre le basi per istituire un reddito minimo universale. Studi in proposito, sviluppati nell'ambito della futurologia e delle teorie sulla singolarità tecnologica, si basano sulla considerazione secondo cui i robot e l'intelligenza artificiale sarebbero in grado di compiere qualsiasi compito, arrivando a farlo in modo migliore rispetto ad un essere umano. Questa prospettiva consentirebbe di creare quello che è stato definito un jobless future, vale a dire un futuro in cui i robot compiono qualsiasi lavoro al posto degli esseri umani e questi ultimi sono in grado di provvedere al proprio sostentamento tramite forme di tassazione alternative.
Diversi studiosi, come Karl Widerquist e Gianīs Varoufakīs, hanno teorizzato due possibilità per raccogliere le risorse economiche necessarie al sostentamento degli esseri umani. Si parla a tal proposito di unconditional basic income e di unconditional basic dividend.
L'unconditional basic income, o reddito di base incondizionato, è una modalità di raccolta delle risorse economiche basata sul gettito e sulla redistribuzione. La proposta di un reddito di base incondizionato è accompagnata da sostenitori e da contrari. Se, da un lato, i sostenitori ne sottolineano i vantaggi, come la possibilità di affrontare le situazioni di povertà e di fornire un'integrazione universale ai guadagni, i contrari, dall'altro, sostengono l'impossibilità di sostenere la spesa necessaria da parte degli Stati e ne criticano gli eventuali effetti negativi, come promozione di cittadini inattivi e consumismo.
In risposta alle critiche avanzate, è stato proposto da Varoufakis l'unconditional basic dividend, o dividendo di base incondizionato. Si tratta di una modalità di raccolta che non si basa sulla tassazione, bensì sull'istituzione di un fondo che sfrutta l'aumento di valore delle aziende dovuto all'automazione. Secondo questa teoria, maggiore sarà l'impatto della robotizzazione sulle imprese, maggiore sarà l'effetto positivo sull'andamento del valore del fondo e quindi le risorse da distribuire alla popolazione.
Si tratta, in entrambi i casi, di proposte per affrontare gli effetti della robotizzazione che si configurano come modelli di redistribuzione di risorse.

## Modelli di prelievo

### Tassa sull’uso
Se si considerano i vantaggi economici che il titolare di un’impresa può trarre dalla scelta di automatizzare il proprio processo produttivo, rinunciando all’impiego dei lavoratori, appare evidente come i tradizionali modelli di tassazione non siano in grado di rappresentare in maniera aderente al vero la sua idoneità economica a concorrere alla spesa pubblica.
Una possibile soluzione potrebbe essere l’imposizione di tasse di automazione alle imprese che scelgano di sostituire i lavoratori con l’automazione.
Una tassa così concepita può essere realizzata secondo differenti modalità: in primo luogo, si potrebbe optare per una soluzione che agisca indirettamente sul grado di automazione, incidendo sulla riduzione dell'attività lavorativa umana per incrementare l'impiego robot; in alternativa, si possono imporre delle imposte specifiche per le imprese che ricorrano ad un utilizzo massiccio dell'intelligenza artificiale e della robotica; da ultimo, tassare i ricavi derivanti dall’utilizzo dell’ingegneria artificiale.

#### General autonomation tax
Il primo modello configura un impianto per cui più l’automazione prende il posto del lavoro umano all’interno dell’impresa, più alta sarà l’aliquota da versare.
Le imprese sono sottoposte ad un’imposizione fiscale parametrata ai ricavi derivanti dall’impiego della forza lavoro umana; man mano che questa è sostituita dall’utilizzo di robot, si erode la base imponibile e si rende necessario rimodulare l’imposizione per far sì che il datore di lavoro continui a contribuire alle entrate statali per sostenere i soggetti esclusi dal mercato del lavoro.
Di conseguenza, la proposta così delineata di una tassa sull’automazione persegue un duplice obiettivo: incentivare le imprese alla creazione di nuovi posti di lavoro che prevedano l’azione coordinata uomo-macchina e incrementare le entrate dell’azienda, creando così più consumi e andando a nutrire l’economia generale.

#### Specific autonomation tax
Un’ulteriore soluzione avanzata è attuabile in settori ove si registri un significativo ricorso all’automazione e mira a tassare specificatamente quest’ultima.
Per fare un esempio, ad essa è riconducibile la proposta legislativa attualmente in fase di discussione al Canton Ginevra (Projet de loi 12064-A), formulata dal Partito Socialista nel 2017, al cui articolo 7 si prevede l’imposizione di un onere fiscale in capo ai supermercati che utilizzano casse automatiche al posto dei lavoratori.
Secondo il progetto proposto, il gettito fiscale così ricavato verrebbe poi nuovamente investito, in parte per finanziare la formazione professionale e, nella misura del 30%, per arricchire negozi che sono sprovvisti di questo tipo di automazione.
Secondo Xavier Oberson alcune criticità sorgerebbero dall’attuazione di questo progetto, in particolare sotto il profilo della parità di trattamento: se la Svizzera fosse la sola, a livello internazionale, ad introdurre aggravi per l’utilizzo di robot e dell’intelligenza artificiale, le sue imprese sarebbero meno competitive e non riuscirebbero a concorrere nel mercato globale. In via generale infatti, diversi studiosi, mettono in luce il rischio di assistere a massicci fenomeni di delocalizzazione e concorrenza fiscale laddove alcuni Paesi optassero per l'introduzione di questi aggravi ed altri no, con il pericolo di perdita di capitali nel Paese che decidesse di optare per tale imposizione.

#### Modello Robot box
Un altro modello impositivo, individuato da Xavier Oberson, è basato sulla possibilità di estrarre dai ricavi generali dell'impresa quelli derivanti in modo specifico dall'attività dei robot, per assoggettarli ad una imposizione specifica. L'autore richiama un modello impositivo attualmente in vigore in diversi Paesi: il sistema di Patent box. Si tratta di un regime ampiamente utilizzato nel contesto internazionale, sviluppato in diverse formulazioni come modello impositivo di favore e finalizzato ad incentivare le attività di ricerca e sviluppo delle imprese. I modelli di Patent box delineati sono differenti: aliquote fiscali ridotte o deduzioni dei costi sostenuti in ricerca e sviluppo dall'impresa.
A seguito del piano di azione BEPS (Action Plan on Base Erosion and Profit Shifting) predisposto dall'OCSE si prevede che, al fine dell'applicazione del regime di Patent box, debba esserci un legame necessario tra l'attività di ricerca e sviluppo svolta dall'impresa e il regime fiscale preferenziale: si parla, a tal proposito, di approccio nexus. L’attenzione è posta sul legame sostanziale che deve intercorrere tra l’investimento effettuato e il ricavo ottenuto: possono beneficiare del regime di Patent Box solo quei ricavi che derivano dalla tecnologia sviluppata grazie agli investimenti in materia di ricerca e sviluppo all'interno dell'azienda.
Ad accomunare Patent box e Robot box è l'idea di box, ovvero l'individuazione di categorie specifiche delle attività produttive di ricavi. Nel caso della Patent box si parla di ricavi per investimenti specifici in attività di ricerca e sviluppo, che si possono scorporare dai ricavi generali dell'impresa; quanto alla Robot box, invece, si fa riferimento a ricavi specifici generati dall'impiego di robot, che pure possono essere scorporati dai ricavi generali dell'impresa.
Nell'applicare il regime di Patent box i ricavi così delineati sono oggetto di una normativa tributaria di favore, volta a sostenere le attività di ricerca e sviluppo; al contrario, nel modello di Robot box delineato da Oberson si va a tassare con aliquote maggiori i ricavi derivanti dall'impiego dei robot.
Concretamente, quindi, il modello si contraddistingue per l'individuazione di un sistema contributivo caratterizzato da un'aliquota più gravosa per i redditi derivanti dall'uso della robotica. Il richiamo all'idea di box permette di andare a delimitare l'ambito di operatività del regime impositivo, consentendo di individuare in modo specifico quali sono le attività e le risorse che producono i ricavi e che dovranno essere scorporati da quelli generali dell'impresa. Ecco perché questa proposta si rifà al modello di Patent box, ma va a stravolgerne i fini: se nel caso della Patent box si incentiva lo sviluppo di nuova tecnologia, l'obiettivo perseguito con la Robot box è invece quello di creare un disincentivo agli investimenti in automazione. Questo obiettivo però, si scontra con i progetti di sviluppo perseguiti a livello dell'Unione Europea, come ad esempio il programma Europa digitale (un programma di finanziamento per gli anni dal 2021 al 2027, rivolto a cittadini e imprese e finalizzato ad incentivare progetti inerenti a supercalcolo, intelligenza artificiale, cybersicurezza, competenze digitali avanzate, utilizzo di tecnologie digitali).
Tuttavia questo modello impositivo è di difficile attuazione. Infatti, da un primo punto di vista, è complesso andare a scorporare in modo chiaro e netto i ricavi prodotti dall'impiego della robotica dai ricavi generali dell'azienda (esempi di ciò si hanno quando un robot lavora in sinergia con l'uomo o quando il robot è impiegato in una limitata fase produttiva dell'impresa); da un secondo punto di vista, è necessario capire se, tra le diverse attività che possono essere svolte avvalendosi delle entità dotate di intelligenza artificiale, tutte debbano essere fatte rientrare all'interno della box.

### Imposta sul valore aggiunto (IVA)
Posto che l'impiego dei robot a fini industriali non avviene solamente per la cessioni di beni, ma anche per la fornitura di servizi, è stata avvalorata la tesi della tassazione sulla base di un’imposta sul valore aggiunto (IVA).
Tra gli esperti di diritto tributario che hanno proposto l’applicazione dell’IVA come possibile modello di tassazione dei robot c'è Xavier Oberson. Prendendo la sua opera come modello, sul punto è necessario considerare tre profili principali: se i robot possano essere considerati soggetti passivi, se l’attività svolta dai robot possa inquadrarsi nella categoria somministrazione di beni o servizi e, infine, le problematiche relative alla definizione del luogo di somministrazione del bene o servizio.
Sotto il primo profilo, caratteri essenziali della soggettività passiva sono l’esercizio dell’attività in modo indipendente e la sufficiente autonomia decisionale. Nonostante esistano robot dotati di una loro propria autonomia (i cosiddetti smart robots), essi non sono considerati abbastanza indipendenti e, soprattutto, non godono di una capacità contributiva, motivo per il quale sono soggette ad IVA solamente le imprese che li utilizzano.
Per quanto riguarda invece il tipo di transazione imponibile, sono assoggettate a IVA le operazioni di cessione di beni e fornitura di servizi. Seguendo il generale principio di neutralità, si dovrebbe attribuire la medesima qualifica giuridica alle operazioni portate a termine da robot che presentino caratteristiche simili a quelle eseguite dagli uomini. Tuttavia, bisogna osservare che le attività esercitate dai robot andranno sempre più a differenziarsi nel tempo da quelle umane, rendendo così inapplicabile la qualificazione per analogia. È chiaro che, di conseguenza, si debbano prendere in considerazione le specificità di ogni tipo di prestazione resa.
La caratterizzazione dell’attività svolta riveste un ruolo importante, dal momento che ha dei riflessi sulla localizzazione dell’operazione. Sotto quest’ultimo profilo si deve considerare che le attività dei robot sono spesso difficili da localizzare, a tal punto che vi possono essere casi in cui la medesima operazione viene svolta in diversi territori contemporaneamente. In linea generale, in caso di cessione di beni si dovrà tener conto del luogo in cui si trova il robot, mentre per la fornitura di servizi assume rilevanza il luogo del consumo.
Un'ipotesi più problematica è, invece, quella in cui i servizi siano resi ad una stabile organizzazione situata in un luogo differente rispetto alla sede: in questo caso si deve fare riferimento alla posizione della prima. Affinché l'attività di un robot possa essere ricondotta ad una stabile organizzazione devono ricorrere alcuni requisiti. Sono infatti necessari un grado di permanenza sufficiente e la presenza di elementi umani e tecnici finalizzati a consentire alla stabile organizzazione di ricevere e utilizzare i servizi ad essa diretti per le sue esigenze. A questo proposito, Oberson sostiene che la specifica natura dei robot richieda necessariamente l’adozione di una nozione più ampia di stabile organizzazione, focalizzata meno sulla presenza di umani e più sulle capacità tecniche dei meccanismi di intelligenza artificiale implementati nei robot.
Altri autori si sono dichiarati favorevoli all'introduzione dell'imposta sul valore aggiunto alle attività dei robot. Tra questi Sam Mitha, la cui analisi si basa sul presupposto che, servendosi dell'intelligenza dei robot, le imprese risultano più redditizie. Il vantaggio apportato da queste tecnologie alle attività imprenditoriali dovrebbe quindi essere assoggettato ad un'aliquota maggiore. In alternativa, Mitha suggerisce di applicare un'aliquota più alta su beni e servizi quando il rapporto tra fatturato e numero di dipendenti superi una certa soglia percentuale.

### Tassa sul possesso
Un altro modello di prelievo è rappresentato dalla tassa sul possesso dei robot. L’idea di tassare i proprietari, i possessori e gli utilizzatori di un bene (object tax) è presente negli ordinamenti di tutto il mondo. Storicamente le tasse vengono introdotte dagli Stati seguendo determinate strategie di politica pubblica, fra cui ad esempio andare a colpire un bene considerato come ricchezza, oppure ammortizzare i costi che la società deve sopportare a causa dell'oggetto che viene tassato. Questo tipo di tassazione sui robot, però, si scontra a monte con diverse questioni ancora da definire: prima fra tutte, la definizione di robot(utile per capire cosa può essere oggetto di tassazione e cosa invece no); in secondo luogo, definire quale proprietario o possessore possa essere tassato (ciò dipenderebbe dall’utilizzo e dal fine per il quale si possiede un robot); per ultimo, stabilire il riconoscimento o meno della personalità giuridica in capo al robot. Con riguardo a quest'ultimo aspetto, secondo Xavier Oberson innanzitutto questo tipo di tassazione sul possesso sarebbe applicabile, dato che i contribuenti sarebbero i proprietari o semplicemente gli utilizzatori (e quindi persone fisiche) del robot, per poi arrivare al passaggio successivo, in cui verrebbero direttamente tassati i robot in quanto persone giuridiche.
Una possibile modalità di tassazione proposta è il modello cosiddetto lump-sum: si tratta di un sistema di imposizione fiscale forfettario, non strettamente legato alla base imponibile, che prevede il pagamento di un ammontare fisso, senza alcuna corrispondenza con variabili controllabili. Secondo questo modello si può parlare quindi di un’aliquota flat, da corrispondere periodicamente, il cui valore viene determinato indipendentemente dalla tipologia, caratteristiche e funzionalità del robot stesso. Questa modalità rappresenterebbe un'ability to pay (ossia capacità contributiva attribuita inizialmente ai proprietari) approssimativa di pagare la tassa, e sarebbe anche più semplice e più pratica rispetto alla tassa sul salario dei robot.
Tuttavia, secondo alcuni autori, sebbene questo modello possa essere di facile applicazione, rischierebbe di creare iniquità, proprio perché verrebbe applicato in modo generalizzato per tutti i robot senza tener conto del loro valore, del tempo d’uso, della loro effettiva capacità di produzione e, quindi, dell'utilità derivante dal loro utilizzo. Inoltre, viene anche evidenziato che se ogni impresa dovesse pagare una tassa di questo tipo, senza alcun riguardo al profitto prodotto dai robot, finirebbe per essere un costo fisso più difficilmente sostenibile dalle piccole imprese rispetto a quelle grandi.
Seguendo la logica della tassa lump-sum e quindi della tassa consistente in un ammontare fisso, si può richiamare il concetto di imposizione e il principio del beneficio presente nel diritto tributario. In base a tale principio, i costi e le spese pubbliche devono essere ripartite tra coloro che usufruiscono dei benefici derivanti dall’intervento dello Stato e dai servizi pubblici offerti: i benefici e le utilità godute devono quindi essere tassate in modo tale da coprire i costi sostenuti. L’ammontare di questa tassa dovrebbe corrispondere al valore, per il contribuente, del servizio o del beneficio concesso, come una sorta di prezzo per una determinata qualità di servizio che viene fornito. In questo caso la tassa viene chiamata canone: si può richiamare come esempio il Canone Rai, in base al quale il semplice possessore di un apparecchio televisivo in Italia è tenuto al pagamento di tale imposta indipendentemente dall’utilizzo dell’apparecchio stesso. Se si applicasse questo modello, si potrebbe introdurre un canone-robot, concepito come una compensazione per il servizio o per il vantaggio economico ottenuto dagli utilizzatori o proprietari di robot. I problemi derivanti dall'introduzione di questo canone consistono nel fatto che lo Stato non ne trarrebbe un guadagno, perché il canone per definizione andrebbe a coprire semplicemente i costi sostenuti, e in secondo luogo non sarebbe comunque sufficiente a compensare la perdita dei posti di lavoro provocata dai robot.
Una seconda modalità di tassa sul possesso si può immaginare seguendo una logica opposta rispetto all'ammontare fisso. Secondo questa modalità (per il momento la più adatta, ma forse anche la più complessa), bisogna prendere in considerazione le caratteristiche e le funzionalità del robot stesso, proprio come suggeriva Uricchio. In questo caso non si potrebbe applicare una tassa uguale per tutti, ma bisognerebbe adeguare l'importo della stessa ad una serie di caratteristiche del robot, che potrebbero essere quelle che il Parlamento Europeo ha chiesto di tenere in considerazione per la creazione di una definizione di robot autonomi intelligenti (ad esempio, autonomia del robot, l'autoapprendimento dall'esperienza, l'adattamento all'ambiente circostante). Si può fare l'esempio del bollo auto presente in Italia, consistente in una tassa automobilistica gravante sugli autoveicoli immatricolati nel pubblico registro automobilistico. Sono tenuti al pagamento di questa tassa tutti coloro che risultano essere proprietari del veicolo (oppure utilizzatori o usufruttuari in caso, rispettivamente, di contratto di leasing o di usufrutto), e, dal 1 gennaio 2020, anche coloro che risultano essere gli utilizzatori di un veicolo senza conducente in base ad un contratto di noleggio a lungo termine. L’esempio è paradigmatico in quanto l’importo di tale tassa in passato in Italia (D.P.R. 05 febbraio 1953, n.39) consisteva in un ammontare fisso; al contrario, con il passare del tempo, l’importo viene fatto dipendere da una serie di fattori, tra cui la potenza dell’auto o la classe di inquinamento (quindi tenendo in considerazione le caratteristiche del veicolo).
Sebbene la tassa sul possesso dei robot sia, in linea di principio, facile da applicare, questa concezione rischia di essere un po' antiquata. Di solito, le tasse sulla proprietà o sul possesso si riferiscono a beni materiali che non hanno autonomia o intelligenza (ad esclusione degli animali), infatti vengono anche chiamate object tax, ossia tassa sull'oggetto in quanto tale. I robot si stanno ormai evolvendo in tantissimi settori e sono già più efficienti degli umani: se nel passato i cavalli venivano sostituiti dalle macchine, ora gli automobilisti vengono sostituiti dai robot. Dunque, dal momento che sono macchine così intelligenti da sostituire gli esseri umani, essi dovrebbero essere tassati come soggetti, e non come oggetti.

### L'imposta sul reddito del robot
La robot tax potrebbe assumere la forma di un'imposta sul reddito teorico del robot, gravante di fatto sull'impresa che lo utilizza. In questo modello si attribuisce al robot un reddito teorico, non effettivamente percepito, in ragione della sua attività: l'impresa che impiega il robot è tenuta a pagare l'imposta sulla base di tale reddito. I presupposti dell'imposta utilizzata sono due: l'impiego nell'azienda di uno o più robot, intesi come ogni manifestazione materiale e/o immateriale dell'intelligenza artificiale nel mercato, e la corrispettiva perdita di posti di lavoro. L'assunto di fondo di questo modello è che i sistemi giuridici rendano più vantaggioso l'impiego dei robot rispetto all'impiego dei lavoratori umani e, più in particolare, che vi sia una corrispondenza dimostrabile tra l'acquisto di un robot e la perdita di posti di lavoro. Tuttavia, non è pacifico se i robot sostituiscano effettivamente gli esseri umani nel mercato del lavoro. Diversi autori si sono interrogati sul ruolo dei cobot, cioè robot che lavorano a fianco dei lavoratori e non in sostituzione di essi, dando così luogo ad un fenomeno di ibridazione. In particolare, Evgenia Koptyug evidenzia che in molti ambiti, in cui sono richieste skills come comunicazione, creatività o problem solving, la percentuale di collaborazione fra persone e robot arriva fino al 50%, mentre tutta la restante parte viene coperta da lavoro umano, restando invece soltanto marginale la percentuale di automazione completa.
Integrati i presupposti, l’impresa è soggetta a un’imposta sul salario che sarebbe attribuito al robot se fosse un lavoratore umano. Il concetto di salario teorico non sarebbe una novità assoluta nel panorama tributario e troverebbe un parallelo nelle operazioni di transfer pricing. L’impresa risulta essere il soggetto passivo dell'obbligazione tributaria, ma potrebbe essere assimilata alla figura del sostituto d'imposta, qualora si affermasse la capacità contributiva del robot. A tal proposito, diversi giuristi evidenziano che diventerebbe necessario superare gli schemi tradizionali in tema di capacità contributiva. Infatti, dal momento che il robot non è né una persona fisica né una persona giuridica, si dovrebbe dare vita ad una capacità contributiva speciale.
In merito alla quantificazione della retribuzione teorica del robot, il modello in esame prevede il riferimento al valore generato dall’uso del robot (da valutare in concreto), oppure il ricorso a previsioni forfettarie di stima in riferimento al modello di robot impiegato. Tuttavia, per quantificare correttamente la retribuzione fittizia del robot, si dovrebbe comparare la sua attività con il lavoro umano, operazione che può spesso rivelarsi non facile (si pensi al caso dei cobot) e, in assenza di uno stipendio correttamente calcolato attraverso cui misurare la capacità contributiva del robot, diventerebbe difficile individuare gli elementi capaci di giustificare il contributo del robot alle spese pubbliche.
Inoltre, il fatto che il modello descritto contempli la presenza di un salario teorico induce Oberson a ipotizzare il pagamento contributi di previdenza sociale su tale salario. Così come l'imposizione sul reddito, la contribuzione previdenziale del robot andrebbe a sopperire alla presunta attuale o futura diminuzione delle entrate tributarie e contributive a causa della sostituzione di forza lavoro da parte dei robot. Nel caso in cui si prevedesse anche il pagamento di contributi di previdenza sociale, tuttavia, si dovrebbe allora stabilire anche se possa configurarsi o meno un vero e proprio trattamento pensionistico per il robot e se ad esso debbano riconoscersi delle indennità in caso di malfunzionamento.

### La robot tax nella forma di ecotassa
La robot tax, nella forma di ecotassa, consiste in una tassa sull'energia consumata dal capitale robotico impiegato nell'esercizio di un'attività fiscalmente rilevante.
Un tributo di questo tipo, pur mantenendo la propria finalità fiscale, cioè di incrementare il gettito necessario al bilancio dello Stato, consente di perseguire finalità extrafiscali, quali, ad esempio, disincentivare l'automazione del mondo del lavoro e tutelare l'ambiente. Il crescente ricorso alla robotizzazione rende infatti necessaria la predisposizione di strumenti volti a disincentivare comportamenti idonei ad inquinare l’ambiente o a consumare risorse naturali scarse, in quanto ad un maggiore utilizzo di dispositivi tecnologici si accompagna, solitamente, un maggiore livello di consumo energetico.
Dal momento che questa forma di robot tax pone un problema di individuazione dei fatti espressione di capacità contributiva, nonché di valutazione monetaria sia del presupposto d'imposta che dell’imposta dovuta, la concreta configurazione di questo tributo impone di verificarne la conformità al principio di capacità contributiva.
L’interpretazione tradizionale di questo principio collega il dovere di concorrere alle spese pubbliche con la sussistenza di presupposti economicamente valutabili, espressione di un arricchimento del contribuente, avente contenuto patrimoniale, e conseguentemente considera la forza economica come elemento costitutivo della capacità contributiva.
In base ad un'interpretazione più innovativa, per esprimere capacità contributiva è sufficiente una posizione di vantaggio economicamente valutabile e non sono necessari presupposti di carattere patrimoniale e reddituale.
Siccome tutte le imposte ambientali si basano sull'emissione di un'unità fisica dannosa per l'ambiente che non è di per sé espressione di un arricchimento di carattere patrimoniale, questa robot tax è compatibile con il principio di capacità contributiva solo se si aderisce alla seconda tesi.
Secondo alcuni autori, il contrasto fra la lettura tradizionale e la lettura più innovativa del principio di capacità contributiva può essere superato individuando un indice di capacità contributiva che, pur non rientrando fra gli indici tradizionali, esprima comunque capacità economica. Al riguardo è stato affermato che l’attenzione debba essere rivolta «verso una ricostruzione del tributo ambientale che consenta di qualificare il fatto inquinante assunto nella fattispecie imponibile come indice, a pieno titolo, di forza economica, o, quanto meno, quale indice di forza economica maggiore rispetto ad un comportamento omologo, ma privo di effetti negativi sull’ambiente o con effetti inquinanti minori». In ogni caso, infatti, la capacità di concorrere alle spese pubbliche può essere valutata sulla base della circostanza che tanto più un soggetto svolge attività fiscalmente rilevanti con effetti dannosi per l’ambiente, quanto più egli si avvantaggia economicamente rispetto a chi svolge le medesime attività senza produrre effetti negativi sull’ecosistema. In una eventuale tassa sull’energia consumata dai dispositivi elettronici intelligenti o, comunque, sugli effetti negativi da essi prodotti sull’ambiente, il danno arrecato all’ecosistema potrebbe quindi essere assunto a indice di capacità contributiva, nonché a base imponibile ai fini della commisurazione dell’imposta dovuta e ciò sia nel caso di una imposizione sul consumo di prodotti inquinanti, sia nel caso di consumo di beni ambientali scarsi.

## Aspetti critici della robot tax
Le principali giustificazioni socio-economiche della robot tax, che sono il rischio di disoccupazione e la diminuzione del gettito che ne consegue, sono contestate da economisti, come Robert Atkinson. Inoltre, l’introduzione della tassa sui robot causerebbe effetti negativi sull’assetto economico di uno Stato, in particolare sulla produttività e competitività delle imprese che investono in robot.

### Disoccupazione e gettito
Secondo Robert D. Atkinson, nel prevedere una maggiore disoccupazione e di conseguenza un minore gettito a seguito dell'impiego di robot, si omettono effetti di secondo ordine: infatti, quando le imprese investono in robot, tagliano i costi e trasferiscono una quota significativa di questi risparmi ai consumatori sotto forma di prezzi più bassi, ai lavoratori come salari più alti o agli azionisti come profitti più elevati. In una analisi dell'impatto dell'automazione sui posti di lavoro in Europa, Terry Gregory, Anna Salomons e Ulrich Zierahn hanno scoperto che l'automazione mentre ha spostato i posti di lavoro, ha contemporaneamente creato nuovi posti attraverso l'aumento della domanda di prodotti, superando gli effetti di spostamento con conseguente crescita netta dell'occupazione. Analogamente, l'OCSE ha rilevato che storicamente gli effetti generatori di reddito delle nuove tecnologie si sono dimostrati più potenti degli effetti di spostamento del lavoro: il progresso tecnologico è stato accompagnato non solo da una maggiore produzione e produttività, ma anche da una maggiore occupazione complessiva. Grazie all'automazione il profilo occupazionale delle economie avanzate guadagnerà una maggiore quota di posti di lavoro a salario medio-alto, poiché i lavori a basso salario sono maggiormente automatizzabili e quindi impiegheranno sempre meno persone. Ciò si tradurrebbe in un numero relativamente inferiore di posti di lavoro a bassa retribuzione e più posti di lavoro con salari più alti, un vantaggio per milioni di lavoratori ora impiegati in occupazioni i cui salari rimangono bassi e stagnanti perché la produttività lì rimane bassa e stagnante. Inoltre, il fatto che molti lavoratori a basso salario siano più qualificati di quanto richiedano i loro lavori attuali, suggerisce che questi hanno competenze sufficienti per spostarsi facilmente in lavori moderatamente più qualificati e pagati. David Autor sostiene che l'automazione inevitabilmente sostituisce il lavoro, ma allo stesso tempo lo integra; proponendo una robot tax si sopravvaluta la sostituzione del lavoro umano e si ignorano le forti complementarità tra automazione e lavoro, che aumentano la produttività, i guadagni e la domanda di lavoro: quando le autovetture intorno agli anni Venti hanno soppiantato i viaggi a cavallo, e la miriade di occupazioni che li sostenevano, sono sorte le industrie dei motel e dei fast food. Nella stessa direzione, James Bessen ha documentato la complementarità tra tecnologia e occupazione nel settore bancario. Nell'economia statunitense si è passati da 100000 a 400000 sportelli automatici tra il 1995 e il 2010; tuttavia, l'occupazione degli sportellisti bancari negli Stati Uniti è aumentata, passando da 500000 a circa 550000. Bessen osserva che, riducendosi i costi di gestione di una filiale, gli sportelli automatici hanno indirettamente aumentato la domanda di cassieri; infatti, il numero di cassieri per filiale è diminuito di oltre un terzo, ma il numero di filiali bancarie urbane è aumentato. Inoltre, mentre le mansioni di routine degli sportellisti si sono ridotte, la tecnologia informatica ha permesso ha una gamma più ampia di personale di essere coinvolto nel relationship banking.

### Produttività e competitività delle imprese
L'impiego dei robot nei diversi contesti produttivi e le sue conseguenze economiche hanno attirato l'attenzione di molti esperti. Secondo Robert D. Atkinson una crescita più rapida della produttività è stimolata da una maggiore automazione. Tassare o disincentivare le nuove tecnologie potrebbe ostacolare l'innovazione, peggiorando il calo di produttività già in corso. Pertanto, è necessario incentivare le imprese all'automazione, per permettere loro di investire: se un'impresa investe in robot produce di più, aumentando l'offerta e i costi per l'impresa stessa si riducono. Da ciò deriva sia una crescita del margine per gli investimenti, tale per cui le imprese sono destinate ad espandersi, sia la possibilità per i lavoratori di percepire salari più alti e per le imprese di sviluppare beni a prezzi più bassi a vantaggio dei consumatori, i quali, vedendo accresciuto il proprio potere d'acquisto, fanno crescere la domanda. L'aumento della domanda si riversa anche in altri settori dell'economia complementari, come evidenziato dall'economista Tyler Cowen. Va inoltre considerato come l'automazione stia contribuendo a cambiare la natura della domanda, consentendo una maggiore personalizzazione (mass customization). Pertanto, dall'automazione non deriva solamente una maggiore produttività, ma anche una migliore qualità, come è stato riscontrato in alcune economie emergenti e in via di sviluppo, in particolare Indonesia e Thailandia, che stanno investendo in robot ad un ritmo elevato.
Se i robot sono in grado di comportare un aumento della produttività e della domanda, consentono anche alle imprese o di diventare competitive o di rimanere tali. Esiste infatti un legame tra produttività, aumento della domanda e competitività, come dimostrato da Georg Graetz e Guy Michaels. L'introduzione di una robot tax rischia di arrestare la robotizzazione dei processi produttivi, causando effetti negativi in termini di competitività con tutti quei Paesi che, astenendosi dall'imporre tali restrizioni, diventano così maggiormente competitivi e in grado di esportare le proprie merci a prezzi più bassi. Una legislazione disincentivante causerebbe, pertanto, un rincaro dei prezzi e una diminuzione della domanda nell'economia nazionale. Inoltre, a causa della mancanza di una completa armonizzazione a livello internazionale, le imprese innovative potrebbero volersi sottrarre alla normativa disincentivante spostando la produzione in ordinamenti privi di questi ostacoli fiscali. L'introduzione della robot tax potrebbe avere un impatto negativo anche sul PIL. Essa, infatti, colpendo la robotizzazione, impedirebbe un aumento della produttività e quindi una crescita del PIL. Uno studio del Centre for Economics and Business Research (CEBR) ha rilevato come gli investimenti nei robot dal 1993 al 2016 abbiano contribuito al 10% della crescita del PIL pro capite nei Paesi dell'OCSE; inoltre, anche un'analisi condotta dal Düsseldorf Institute for Competition Economics (DICE) e dallo Institut fur Arbeitsmarkt (IAB) ha rilevato in Germania un aumento del PIL pro capite dal 2004 al 2014 a seguito dell'adozione di robot. Una crescita del PIL a seguito dell'aumento della produttività permetterebbe di garantire e finanziare welfare ed employability per far fronte alle sfide dell'automazione, senza dover ricorrere alla robot tax. L'aumento della produttività, reso possibile dall'utilizzo massiccio della robotica nei processi di produzione, sta consentendo, inoltre, a Whirlpool Corporation, Caterpillar e Ford Motor Company negli Stati Uniti e Adidas in Germania di riportare parte del processo di produzione nel Paese di origine e di dare avvio al reshoring, che è vantaggioso per l'occupazione e la competitività nazionale. Uno dei punti dell'Agenda 2030 delle Nazioni Unite riguarda la necessità di incentivare il progresso tecnologico, anziché disincentivarlo, per garantire una crescita economica duratura, e quindi redditi elevati di cui potranno godere anche le generazioni future. Per far in modo che il maggior numero possibile di individui possa godere di un aumento continuativo del benessere materiale è necessario combinare la crescita economica e la distribuzione della ricchezza che l'automazione stessa contribuisce a creare.

## Attuazione della robot tax nel mondo

### I Paesi con tipologie unilaterali e differenti di Robot tax
La tassazione dell'economia digitale costituisce, da tempo, oggetto di riflessione ed approfondimento, sia in ambito nazionale che sovranazionale. La globalizzazione ha determinato profondi mutamenti nel contesto dei sistemi economico-produttivi, incentivando lo sviluppo di imprese multinazionali. Queste ultime, producono redditi connessi all'utilizzo di algoritmi, codici sorgente e, più in generale, alla compravendita di beni immateriali che, grazie alla loro stessa natura, sfuggono al controllo da parte delle Amministrazioni finanziarie.
A livello internazionale, non si è mai giunti ad un accordo che disciplinasse uniformemente le modalità di tassazione per le compagnie la cui attività comprendesse l'utilizzo di robot o intelligenze artificiali.  Tuttavia, la dottrina economica e giurisprudenziale ha elaborato dei modelli teorici in grado di riflettere diversi gradi di incisività nel sistema fiscale. Tali prospetti prendono in considerazione un possibile aumento dell'aliquota IVA, una tassazione sul possesso di strumenti artificiali o sul grado di automazione di un'azienda, arrivando anche a prefigurare astrattamente un salario ipotetico percepito da un robot.
I vari Paesi nel mondo che presentano tale tipologia di tassazione all'interno del proprio ordinamento, hanno adottato delle soluzioni confacenti e coerenti rispetto alla loro situazione economico-culturale.

#### Ordinamento europeo
A livello europeo, nel 2016 è stata avanzata la prima proposta in merito all'introduzione di un tributo sui robot. Mady Delvaux, allora vicepresidente della Commissione giuridica del Parlamento europeo, nella relazione 2015/2103 (INL) del 31 maggio 2016, ha sostenuto la necessità di introdurre obblighi di rendicontazione aziendale in merito all'entità e alla proporzione del contributo della robotica e dell'intelligenza artificiale ai risultati economici di un'impresa ai fini della tassazione e dei contributi previdenziali. Tuttavia, nel 2017 l'Assemblea plenaria ha bocciato la proposta.

#### Italia
In Italia, nel 2017 un membro della Camera dei Deputati in un progetto di legge aveva suggerito di aumentare la tassazione dell’1% per le aziende la cui produzione fosse basata prevalentemente sui sistemi di intelligenza artificiale e robot. Inoltre, nel caso in cui le compagnie avessero reinvestito lo 0,5% dei profitti in progetti di riqualificazione professionale, la tassa non sarebbe stata applicata. Ciononostante, mancando nell’ordinamento italiano una definizione di intelligenza artificiale e di robot, questa proposta non ha mai potuto essere attuata.

#### Svizzera
Nel 2017, alcuni membri del Gran Consiglio svizzero hanno prospettato l’introduzione di una robot tax indirizzata in maniera specifica al settore della vendita al dettaglio. Il progetto di legge prevedeva l’introduzione di una tassa di 10000 franchi svizzeri mensili per ogni cassa automatica installata in un negozio. La proposta definiva cassa automatica «qualunque dispositivo di pagamento che non richiede l'intervento del personale». Il contributo avrebbe da un lato costituito un sussidio per i negozi privi di casse automatiche, mentre dall’altro avrebbe finanziato fondazioni per la formazione professionale. Inoltre, la Svizzera avrebbe potuto essere il primo Paese ad introdurre una sanzione penale in tema di robot tax, prevedendo una reclusione fino a 5 anni in caso di inadempienza. Ad ogni modo, l’ordinamento svizzero non ha mai concretizzato la proposta di legge.

#### Turchia
In Turchia, uno studio condotto da Ceyda Kukrer Mutlu e Pinar Bengi Kaya sottolinea il ritardo nell’attuazione del processo di robotizzazione delle imprese turche. Lo studio analizza anche come, a seguito dell'introduzione di una tassa sui robot, il Governo turco avrebbe potuto godere degli effetti sul gettito e sull'occupazione. Le principali cause di questo ritardo sono ricondotte alla mancanza di definizione e di successiva introduzione all’interno del sistema fiscale del concetto di persona elettronica. Inoltre, l'indagine rivela come l’unica imposta effettivamente applicabile in Turchia sarebbe l’IVA sulle attività svolte automaticamente dai robot.

#### Stati Uniti d'America
Negli Stati Uniti d'America, il processo legislativo di tassazione dei robot ha riguardato uno specifico tipo di automazione: i veicoli autonomi. Le uniche due giurisdizioni ad aver legiferato sono state Nevada e California, specificamente per quanto riguarda il loro utilizzo dalla rete di trasporto delle aziende. Nel 2017, il Nevada ha adottato uno statuto che regolava l’uso dei veicoli autonomi dello Stato, definendo come veicolo autonomo un veicolo equipaggiato di un sistema automatico di guida. Inoltre, ha cercato di imporre una tassa sulle accise per le compagnie di trasporto che utilizzassero veicoli completamente autonomi. In California, è stato approvato l’Assembly Bill n.1184 il quale autorizzava la città di San Francisco ad imporre una tassa sui trasporti che hanno origine dalla città; ciononostante, la città di San Francisco ha proposto una tassa diversa, denominata Traffic Congestion Mitigation Tax, che consisteva in una tassa per ogni corsa fornita dalle compagnie di trasporto. Altri due Stati, Massachusetts e Tennessee, hanno avanzato proposte inerenti ad una tassazione «per miglia» sui veicoli autonomi.

#### Regno Unito
Nel 2022, il Governo del Regno Unito ha deciso di prevedere una detrazione del 130% per il primo anno sugli investimenti in nuovi impianti e macchinari per le aziende di tutte le dimensioni. Secondo la Tesoreria, per ogni sterlina che la compagnia investe, si otterrebbe un taglio di 25 penny. Lo scopo è quello di incentivare le compagnie ad investire maggiormente così da essere più competitive sul mercato internazionale.

#### Corea del Sud
La Repubblica della Corea del Sud, ad oggi, risulta essere il Paese più robotizzato al mondo, detenendo il titolo di più alta densità di robot dal 2010, circa 710 robot ogni 10000 dipendenti, nell'industria manifatturiera. La transizione dall'assoluta povertà all'essere uno dei Paesi più digitalizzati al mondo viene definita «Miracolo Coreano» ed è avvenuta tra il 1965 ed il 1985.
Nel 2008, il governo coreano promulga l'Intelligent Robot Development and Promotion Act, in cui viene sancita per legge l'esistenza di questa industria e si imposta una normazione ad hoc. Con il Restriction of Special Taxation Act (RTSA), viene previsto un credito d'imposta per l'automazione, riferito agli investimenti in "strutture di aumento della produttività”. Tale credito d'imposta era pari al 3% dell'importo dell'investimento (7% per le piccole e medie imprese) a fronte dell'imposta sul reddito o dell'imposta sulle società.
Nel 2017, l'amministrazione del Presidente Moon Jae-in ha annunciato l'intenzione di ridurre il credito d'imposta sull'automazione, in risposta alla quale la legislazione è stata emanata dall'Assemblea nazionale all'inizio del 2018. Con la nuova L. 6 agosto 2017, il credito d'imposta sull'automazione è stato ridotto di due punti percentuali e la data di scadenza è stata prorogata dal 31 dicembre 2017, al 31 dicembre 2019.
L'amministrazione, tramite il decreto del Ministero delle strategie e delle finanze, stabilisce un elenco di categorie specifiche di apparecchiature che possono beneficiare del credito d’imposta. Tale elenco, inserito nella cosiddetta lista bianca, indica ogni singola categoria di automi con le loro specificità: per il credito d’imposta ogni contribuente deve dimostrare di aver diritto al beneficio fiscale richiesto.

### I Paesi contrari alla Robot tax
Alcuni Paesi, a partire dai primi anni novanta si sono schierati contro una tassa sulle attività produttive che impiegavano robot e, per esteso, contro quelle sulla digitalizzazione. Per primi alcuni Paesi scandinavi e dell'Europa centrale hanno istituito tasse ambientali in risposta al processo di automazione della produzione. Questo processo ha, infatti, importanti conseguenze sul mondo del lavoro, con l'opera dell'uomo sostituita dalle macchine, e sulla società, trasformata dalla crescente disoccupazione. Questi interventi normativi miravano a ottenere un doppio dividendo dall'ecotassa: da un lato attraverso una diminuzione delle emissioni dannose per l'ambiente, dall'altro utilizzando il gettito prodotto per diminuire i costi del lavoro.

#### Germania
In Germania la prima riforma a ricercare il doppio dividendo della tassazione ambientale è stata introdotta nel 1999. Questa prevedeva un aumento annuale delle imposte sull'energia (in particolare sui combustibili per produrla, tra cui i più impattati sono stati i carburanti per i trasporti) al fine di abbassare i contributi previdenziali statali. Questa prima riforma non è stata accolta con favore dalla popolazione. Tra le molte riforme successive, l'ultima, la Carbon Tax del 2021, ha destinato i proventi generati dai nuovi tributi ai lavoratori più colpiti dall'aumento del prezzo dei carburanti.

#### Belgio
In Belgio, a cavallo tra gli anni novanta e 2000, sono state introdotte alcune imposte con tre obiettivi espressi: evitare una tassa sui robot, tutelare l'ambiente e proteggere l'occupazione. Queste miravano a ottenere un vantaggio sociale prima che economico. In particolare, la Environmental Tax del 1993 mirava a scoraggiare l'utilizzo di specifici prodotti dannosi per l'ambiente e dei combustibili utilizzati per produrre energia elettrica. La singolarità di questa previsione fiscale è il bilancio economico negativo: sommando, infatti, i costi amministrativi a quelli per la raccolta si ottiene un valore superiore rispetto al gettito ottenuto. Nonostante ciò, la riforma è stata considerata in modo positivo dal governo belga, grazie al beneficio ambientale e alla riduzione del consumo dei prodotti indicati come inquinanti.

#### Danimarca
Il parlamento della Danimarca nel 1994, per abbassare i contributi per la disoccupazione, ha varato una riforma tributaria che prevedeva un aumento delle imposte sulle emissioni di CO2 e sui combustibili utilizzati per la produzione di energia elettrica. Questo aumento fiscale, previsto in modo progressivo di anno in anno, è stato accompagnato da accordi, tra il governo e le imprese più dipendenti dai combustibili fossili, per tutelare le società e la loro competitività sui mercati globali. Negli anni successivi, sono state introdotte altre tasse sulle attività produttive più dannose per l'ambiente. Il gettito generato dalle nuove imposte è stato utilizzato in primo luogo per diminuire i contributi da versare sul lavoro e poi per dare dei sussidi alle imprese più colpite. Per questi motivi, il bilancio finale delle riforme è stato definito molto positivo e fondamentale per raggiungere gli obiettivi di emissioni di anidride carbonica,  evitando un danno all'economia e alla competitività delle imprese.

#### Finlandia
La Finlandia è stata il primo Paese europeo a introdurre una tassa ambientale. La prima, sull'energia, era finalizzata all'abbassamento delle emissioni di CO2 e al supporto delle imprese nella transizione ecologica. In seguito, sono state aggiunte altre riforme fiscali con il doppio obiettivo di scoraggiare l’utilizzo di prodotti ad alto impatto ambientale, come fertilizzanti e confezioni monouso, e di ridurre i contributi ai fini pensionistici sul lavoro.

#### Svezia
La Svezia ha incentrato le proprie riforme tributarie, fin dai primi anni novanta, sulla generale riduzione delle imposte sul reddito delle persone fisiche e giuridiche e sul controllo delle emissioni nocive. Queste modifiche sono state finanziate da un aumento delle imposte sull'energia (con incrementi diversi a seconda del combustibile utilizzato) e sulla vendita di prodotti dannosi per l'ambiente (ad esempio batterie e pesticidi).

## Proposte alternative
Nel maggio 2024 Sam Altman ha proposto di introdurre una Universal basic compute, vale a dire di assegnare a ogni persona una quota della potenza di calcolo dell'intelligenza artificiale generativa di ChatGPT 7.0, quota donabile o vendibile a terzi.